# Śliże Podgrobelne
Śliże Podgrobelne (biał. Сліжы Падграбельныя; ros. Слижи Подгребельные) – wieś na Białorusi, w obwodzie grodzieńskim, w rejonie mostowskim, w sielsowiecie Kuryłowicze, przy drodze republikańskiej .
W dwudziestoleciu międzywojennym leżały w Polsce, w województwie nowogródzkim, w powiecie słonimskim, w gminie Kuryłowicze.